# Dedo anular
El dedo anular es el cuarto dedo de la mano humana, situado entre el dedo medio o tercer dedo de la mano, y el dedo meñique de la mano o quinto dedo de la mano.

## Simbolismo
La costumbre de colocar anillos de boda en el dedo anular está ampliamente constatada en la Antigua Roma, y de ella dan fe autores como Plinio el Viejo o Tertuliano, pero no así en Grecia, a pesar de que se habría inspirado en la creencia helénica de que una vena comunicaba este dedo directamente con el corazón. Para el catolicismo correspondería como en la persignación, en el nombre del Padre (dedo pulgar), del Hijo (dedo índice) y del Espíritu Santo (dedo cordial) y el anular correspondería a la palabra amén.